# Giuseppe Patanè (chef d'orchestre)
Pour les articles homonymes, voir Patanè.
 (janvier 2021).
Si vous disposez d'ouvrages ou d'articles de référence ou si vous connaissez des sites web de qualité traitant du thème abordé ici, merci de compléter l'article en donnant les références utiles à sa vérifiabilité et en les liant à la section « Notes et références ».
Giuseppe Patanè (Naples, 1er janvier 1932 - Munich, 29 mai 1989) est un chef d'orchestre italien spécialisé dans l'opéra.

## Biographie
Le père de Giuseppe Patanè, Franco Patanè (1908-1968), est lui-même chef d'orchestre. Après des études au conservatoire San Pietro a Majella de Naples, Patanè fait ses débuts en 1951 en dirigeant La traviata au théâtre Mercandante de Naples. En 1958, au Grand Théâtre de Genève, il dirige La Bohème avec l'orchestre de la Suisse romande.
Chef principal de l'opéra de Linz de 1961 à 1962, il est engagé ensuite au Deutsche Oper Berlin de 1962 à 1968. Il fait en 1969 ses débuts à La Scala de Milan, puis dirige dans les plus grands opéras du monde, tel le Metropolitan Opera. De 1988 à 1989, il est le chef à l'orchestre de la radio de Munich.
Patanè meurt d'une attaque cardiaque en dirigeant le Barbier de Séville à l'Opéra d'État de Bavière le 29 mai 1989.

## Discographie
- Bellini: I Capuleti e i Montecchi – Gala Records, 2005
- Bellini : I Capuleti e i Montecchi – EMI Music
- Bizet : Carmen (extraits en allemand) – Berlin Classics, 1998
- Donizetti: Lucia di Lammermoor (extraits) – Corona Classic Collection, 1993
- Donizetti : Lucia di Lammermoor – Curb, 1995
- Donizetti : Maria Stuarda – Philips, 2003
- Giordano : Fedora – CBS Records, 1986
- Giordano : Andrea Chénier – CBS Records, 1987
- Mascagni : Iris, Plácido Domingo, Juan Pons, Chor und Münchner Rundfunkorchester – Sony BMG, 1989
- Ponchielli: La Gioconda – Myto Records
- Puccini: Il Tabarro – Eurodisc, 1987
- Puccini : Gianni Schicchi, Suor Angelica – Eurodisc, 1988
- Puccini : Madame Butterfly – Hungaroton
- Rossini: Il barbiere di Siviglia, Bartoli, Nucci, Fissore –  Decca, 1988
- Rossini Arias, Cecilia Bartoli, Arnold Schoenberg Chor, Wiener Volksopernorchester – Decca, 1989
- Rossini : Il barbiere di Siviglia – Londres, 1993
- Saint-Saëns : Samson et Dalila, Ludwig, King, Weikl, Münchner Rundfunkorchester - RCA, 1974
- Verdi : Un ballo in maschera, Pavarotti, Freni, Blegen – Decca, 1980 (DVD)
- Verdi : La forza del destino (extraits) – Berlin Classics, 1993
- Verdi : La traviata – Orfeo, 1993
- Verdi : La traviata (extraits) – Berlin Classics, 1993
- Verdi : Simon Boccanegra – Hungaroton, 1996
- Verdi : Aida (extraits en allemand) – Berlin Classics, 1998
- Verdi : La forza del destino – Myto Records, 1998
- Verdi : Don Carlos (extraits en allemand) – EMI Music, 2001
- Verdi : La traviata – Madacy
- Verdi : Messa da Requiem – Berlin Classics